# 鄭士良
鄭士良（ていしりょう）は、清末の革命家。孫文による革命運動の初期より活動に参加している。号は弼臣。
広州礼賢学校で学んだ後に博済医学院に入学し孫文の同級生となる。キリスト教徒であった鄭士良は三合会に参加し地方代表を務めたことがある。卒業後、鄭士良は淡水墟に同生薬房を開設、会党との連絡役を務め後の武装蜂起の準備に参加した。1983年、広州で開催された広雅書局の南園広雅抗風軒の会議に参加している。1895年、香港にて興中会支部を復興、広州での武装蜂起を計画するが、清朝当局に事前に計画が漏洩、計画は失敗する。
1899年、鄭士良は興漢会設立に参加し、孫文を会長に選出している。1900年6月、義和団の乱が発生し八カ国連合軍が北京を占拠すると、10月8日に有志600余名を集め恵州三洲田（帰善県、新安県の県境、現在の深圳市塩田三洲田村）で武装蜂起を決行、鎮隆で清軍を打ち破り、新安県丞杜鳳梧を捕虜とし、新安、大鵬、平山を占拠した。その後17日には永湖で、20日には崩岡墟で清軍を撃破、各地の会党勢力の参加もあり、革命軍は2万人の規模に成長した。しかしこの武装蜂起での物資提供を約束していた日本政府の方針転換があり、孫文は台湾総督の児玉源太郎と協議したが、武器弾薬及び食糧の調達の見通しが立たなくなり、更に広東総督徳寿により三洲田が包囲されたことより、鄭士良は革命軍を解散し自身は香港に逃亡している。
1901年8月27日、香港で脳卒中により死去、一説には清朝刺客による毒殺とも言われている。